# Африканська пеломедуза
Африканська пеломедуза (Pelomedusa subrufa) — єдиний представник роду Пеломедуза родини Пеломедузові черепахи. Має 3 підвиди. Інша назва «шоломоносна черепаха».

## Опис
Загальна довжина цієї черепахи коливається від 20 до 32,5 м. Жива вага 2—2,5 кг. Статевий диморфізм виявляється тільки при розмірах хвоста: у самців він довшій. Голова велика, вкрита великими роговими щитками. Кінцівки з п'ятьма кігтями. Пластрон цільний з жовтими краями й темний посередині. Карапакс досить плаский
Голова забарвлена у жовтувато—коричневий колір. Карапакс темно-сірий або темно-бурий.

## Спосіб життя
Полюбляє повільні річки, канали, озера й ставки з мулистим дном. Може здійснювати переходи по суходолу між водоймами. Харчується комахами, молюсками, ракоподібними, хробаками, дрібних ссавців, рибою.
Самиці відкладають 10—30 яєць, максимально 42. Інкубаційний період триває 80—90 діб. Черепашенята народжує 30 мм завдовжки.

## Розповсюдження
Мешкає по всій тропічний Африці на південь від Сахари й на Мадагаскарі. також зустрічається в Ємені та південному заході Саудівської Аравії.

## Підвиди
- Pelomedusa subrufa subrufa
- Pelomedusa subrufa nigra
- Pelomedusa subrufa olivacea